# Caloptilia wakayamensis
Caloptilia wakayamensis là một loài bướm đêm thuộc họ Gracillariidae. Nó được tìm thấy ở Nhật Bản (Honshū).
Sải cánh dài 10–11 mm.
Ấu trùng ăn Acer palmatum. Chúng có thể ăn lá nơi chúng làm tổ.